# Горох Іларіон Дмитрович
Іларіон Дмитрович Горох (нар. 7 (20) жовтня 1897, Верхнє (Третя рота) — пом. Лисичанськ) — один з найстаріших українських художників. Близький друг відомого поета Володимира Сосюри.

## Життєпис
Народився 7 (20) жовтня 1897 року в селі Вищому, Бахмутського повіту, Катеринославської губернії (нині місто Лисичанськ). Батько був ремісником і годинниковим майстром, мати працювала пралею в бельгійця, пана Ванвінкенрова, який мав фабричну майстерню біля содового заводу. Сім'я була багатодітна. Іларіон мав трьох братів (Петра, Федора та Василя) і сестру Серафиму. У вільний час батько полюбляв малювати портрети односельців із фотографій, саме в нього малий Іларіон перейняв любов до живопису. Проте батько погано ставився до синів. Наприклад, коли маленький Василь упав обличчям на розпечену плиту, він навіть пальцем не поворухнув, щоб врятувати свого сина. Тому Іларіон і Федір багато часу проводили на вулиці, тоді як старший Петро працював на заводі.
Приблизно в 10 років познайомився з майбутнім поетом Володимиром Сосюрою, який пізніше став його найкращим товаришем. У селі закінчив п'ять класів Верхнянської церковноприходської школи. З 1905 року навчався в бондарному цеху на бондаря, а з 1907 — в односельчанина-кравця відповідно на кравця. В 1911 батько забирає Іларіона до Харкова і влаштовує учнем до майстра-художника. Через рік іде вчитися до партшколи, яку закінчує через два роки.
В 1915 році, завдяки Володимиру Сосюрі, Іларіон поступає до Харківського художнього технікуму, який пізніше стає інститутом. В 1923 закінчує його та здобуває вищу художню освіту. Тоді ж вступає до комсомолу і влаштовується на роботу до «Товариства художників». Пише картини, займається оформлювальним мистецтвом. До Іларіона поступово приходить популярність і визнання.
В 1930-х роках у житті Іларіона Гороха настає чорна смуга. Спочатку його сім'я переживає голодомор 1932—33 рр. А потім, в 1936, Іларіона Дмитровича за безпідставними звинуваченнями, нібито за політичну неблагонадійність, заарештовують і ув'язнюють. До 1941 року перебував у Харкові, а після початку війни перевезений до Солікамська на Урал. Проте навіть там художник не переставав малювати.
В 1945 році повертається додому в місто Верхнє. Працює робітничим на содовому заводі, художником, учителем у школі № 2. В 1953 стає художником-оформлювачем БК ім. Леніна, у якому створює студію юних художників. Там він пропрацював 40 років.
Помер 4 липня 1998 року в Лисичанську.

## Творчість
Тематика картин Іларіона Гороха тісно пов'язана з рідною донбаською природою та життям поета і друга В. Сосюри («Осінь на Донці», «Старий дуб», «Хата-хворостянка сім'ї Сосюри», «В. М. Сосюра на батьківщині» та інші). У ранні роки також малював картини з радянськими політичними діячами.
Виставки з його картинами влаштовували в Києві, Ворошиловграді, Лисичанську. Майже всі вони зараз зберігаються в музеї Содового заводу в ПК ім. Леніна[уточнити].

## Пам'ять
У 2016 році в Лисичанську вулицю 50-річчя ВЛКСМ перейменували на вулицю імені Іларіона Гороха.

## Праці
- Горох И. Д. Автобиография. — Лисичанськ, 1991. (рос.)